# Wilhelm Liebknecht
Wilhelm Liebknecht (Giessen, 29 de marzo de 1826 - Charlottenburg, Berlín, 7 de agosto de 1900) fue un político socialista alemán, uno de los fundadores del Partido Socialdemócrata de Alemania en 1869. Padre de Karl Liebknecht y Theodor Liebknecht.

## Biografía
Liebknecht nació en 1826 en Giessen, hijo de Catalina Elisabeth Henrietta, arpillera, y del funcionario público Ludwig Christian Liebknecht. Liebknecht se crio con sus familiares después de la muerte de sus padres en 1832. Hasta 1842, fue a la Escuela de Giessen, a continuación, comenzó a estudiar Filología, Filosofía y Teología en Giessen, Berlín y Marburgo. Después de algunos problemas con las autoridades a resultas de su participación en actividades políticas radicales, Liebknecht decidió emigrar a los Estados Unidos. En 1847, cuando iba en un tren por una ciudad portuaria, por casualidad, se encontró con el director de una escuela progresiva de Zúrich (Suiza). De inmediato, Liebknecht decidió aceptar una oferta como maestro auxiliar en su escuela. Suiza lo transformó y comenzó a colaborar con el diario Mannheimer, iniciando una carrera en el periodismo que se prolongaría durante las próximos cinco décadas.

## Trayectoria
Fue parlamentario en el Reichstag entre 1867 y 1870 y de 1874 a 1900. Opuesto a la Guerra franco-prusiana, fue encarcelado tras la revolución de 1848 durante dos años. Fue editor de la publicación Demokratisches Wochenblatt.